# Super Ready/Fragmenté
Albums de The Young Gods
XXY
(2005) Knock on Wood - The Acoustic Sessions
(2008)
Super Ready/Fragmenté est le neuvième album studio du groupe de rock industriel suisse The Young Gods. Il est sorti le 16 avril 2007 sur le label PIAS en Europe et Ipecac Recordings aux États-Unis. Il a été produit et mixé par Roli Mosimann.

## Historique
La pré-production de l'album se fit aux TYG studios, Artamis à Genève et l'enregistrement final se déroula au Relief Studio à Belfaux dans le Canton de Fribourg. Alors que l'album précédent Second Nature était produit par Franz Treichler, cet album voit le retour de Roli Mosimann à la production.
Cet album délaisse le côté atmosphérique de son prédécesseur pour revenir à une musique dans la veine de l'album T.V. Sky, c'est-à-dire une musique plus rock voir heavy métal. Seul Stay with Us et Un Point C'est Tout qui clôture l'album sont reste dans le style atmosphérique - ambient. Le titre Secret qui figurait sur la compilation XXY est repris ici, légèrement modifié.
Il atteindra la 21e place dans les chart suisses.

## Liste des titres
- Musique: The Young Gods, textes par Franz Treichler

1. I'm the Drug - 3:05
2. Freeze - 2:36
3. C'est Quoi C'est Ça - 4:04
4. El Magnifico - 3:28
5. Stay with Us - 4:31
6. About Time - 5:20
7. Machine Arrière - 1:03
8. The Color Code - 5:27
9. Super Ready/Fragmenté - 8:59
10. Secret - 3:42
11. Everythere - 3:49
12. Un Point C'est Tout - 5:18

## Musiciens
- Franz Treichler : chant
- Al Comet : claviers, samples
- Bernard Trontin : batterie, percussions

## Chart
| Pays                         | Durée du classement | Meilleur classement | Date          |
| ---------------------------- | ------------------- | ------------------- | ------------- |
| Suisse (Schweizer Hitparade) | 4 semaines          | 21e                 | 29 avril 2007 |